# Arches, Cantal

Arches este o comună în departamentul Cantal, Franța. În 1 ianuarie 2022 avea o populație de 203 de locuitori.